# 帕尔马河谷蒂扎诺
帕尔马河谷蒂扎诺（義大利語：Tizzano Val Parma），是意大利艾米利亚-罗马涅大区帕尔马省的一个市镇。总面积78平方公里，人口2151人，人口密度27.6人/平方公里（2009年）。ISTAT代码为034039。